# Roter Eiserapfel
Der Rote Eiserapfel ist eine sehr alte Sorte des Kulturapfels mit hervorragenden Lagereigenschaften. Sie hat in Süd- und Mitteldeutschland Tradition, wo sie eine der ältesten (erhaltenen) Sorten überhaupt darstellt. Es gibt regional unterschiedliche Varianten.

## Geschichte und Nutzung
Er fand wohl schon im 16. Jahrhundert (1539?) Erwähnung.
Im 16. Jahrhundert wurde er um Bamberg und Nürnberg angebaut. 1857 sprach die 2. Versammlung deutscher Pomologen eine allgemeine Anbauempfehlung aus. Bis in die 1950er Jahre war dieser Apfel aufgrund der besonderen Lagerfähigkeit in Europa weit verbreitet und für Selbstversorger und Kleinbauern interessant, die auf diese Weise von einer reichen Obsternte lange profitieren konnten. Auch heute ist diese robuste und widerstandsfähige Apfelsorte damit für die Hobbygärtner interessant, die über einen nicht zu lufttrockenen Keller verfügen.
Die Früchte gelten als Wirtschaftsobst, werden also vor allem zum Kochen, Backen, Einmachen und Entsaften verwendet; früher aber auch als Tafelapfel und gerne zum Dörren. Außerdem gehören sie zu den typischen „Krampusäpfeln“, die zu Nikolaus (6./7. Dezember) verschenkt werden. Aufgrund seiner Gesundheit und Wüchsigkeit eignet sich der Rote Eiserapfel sehr gut für Streuobstwiesen.
1991 züchtete Mathias Markl in Weilheim in Oberbayern durch eine Kreuzung mit der Berlepsch-Mutante „Roter Berlepsch“ die Sorte „Berleis“, die 2008 unter Sortenschutz gestellt wurde. Sie soll bei ähnlicher Haltbarkeit aromatischer ausfallen.

## Eigenschaften

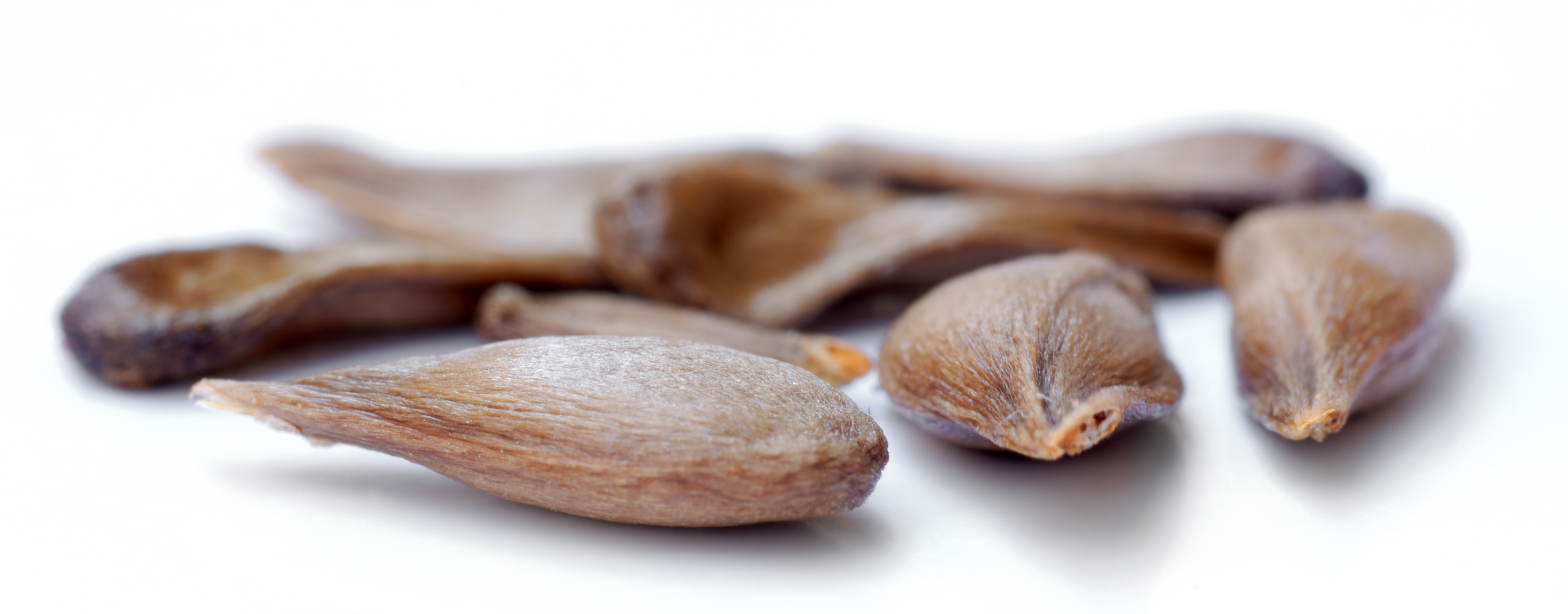
Kerne der Sorte Roter Eiserapfel

Die Bäume können ein hohes Alter erreichen. Sie haben einen starken Wuchs und bilden (sehr) breite Kronen aus. Mit Ausnahme geringer Feuerbrand- und Krebs-Anfälligkeiten sind sie sehr gesund und anspruchslos. Sie gedeihen auch auf weniger fruchtbaren, aber feuchten und gerne schweren Böden und können bis in Extremlagen angebaut werden; ungerne aber in warmen Tälern. Auf passendem Boden sind hohe Erträge zu erwarten, die aber sehr spät einsetzen. Auf trockenen Böden besteht etwas (mehr) Alternanzneigung.
Die späte, lang andauernde Blüte ist witterungsunempfindlich. Die Blüten sind kaum selbstfruchtbar.
Die robusten Früchte reifen spät (Ende Oktober pflückreif) und erreichen ihren vollen Geschmack nach einer Nachreife von 4–6 Wochen im Dezember. Sie können in Erdmieten bis zum übernächsten Jahr aufbewahrt werden. In gutem Kellerklima halten sie sich bis Juli, ohne zu welken.
Sie sind ungleichmäßig geformt, leicht gerippt und werden gewöhnlich eher groß mit um 160 Gramm Gewicht. Sie sitzen auf kurzen, (mittel)dicken Stielen. Die kleinen, geschlossenen Kelche sitzen in flachen, höckrig begrenzten Gruben.
Die Schale ist glatt, dick und hart. Die dominante Deckfarbe ist ein verwaschenes dunkles Blutrot, darauf liegt (oft) eine bläuliche Bereifung, teilweise darunter ein von Streifen durchzogenes grünliches Gelb. Charakteristisches Erkennungsmerkmal sind die zahlreichen teils weißgelben, teils gelbbraunen hellen Schalenpunkte (Lentizellen). Wie winzige kleine Sterne sind sie auf dem trüben Rot deutlich zu erkennen. Das cremefarbene Fruchtfleisch ist feinzellig, sehr fest und saftig. Es schmeckt süßsäuerlich, aber wenig aromatisch und etwas herb. Eiseräpfel sind für Apfelallergiker relativ gut verträglich.

## Galerie

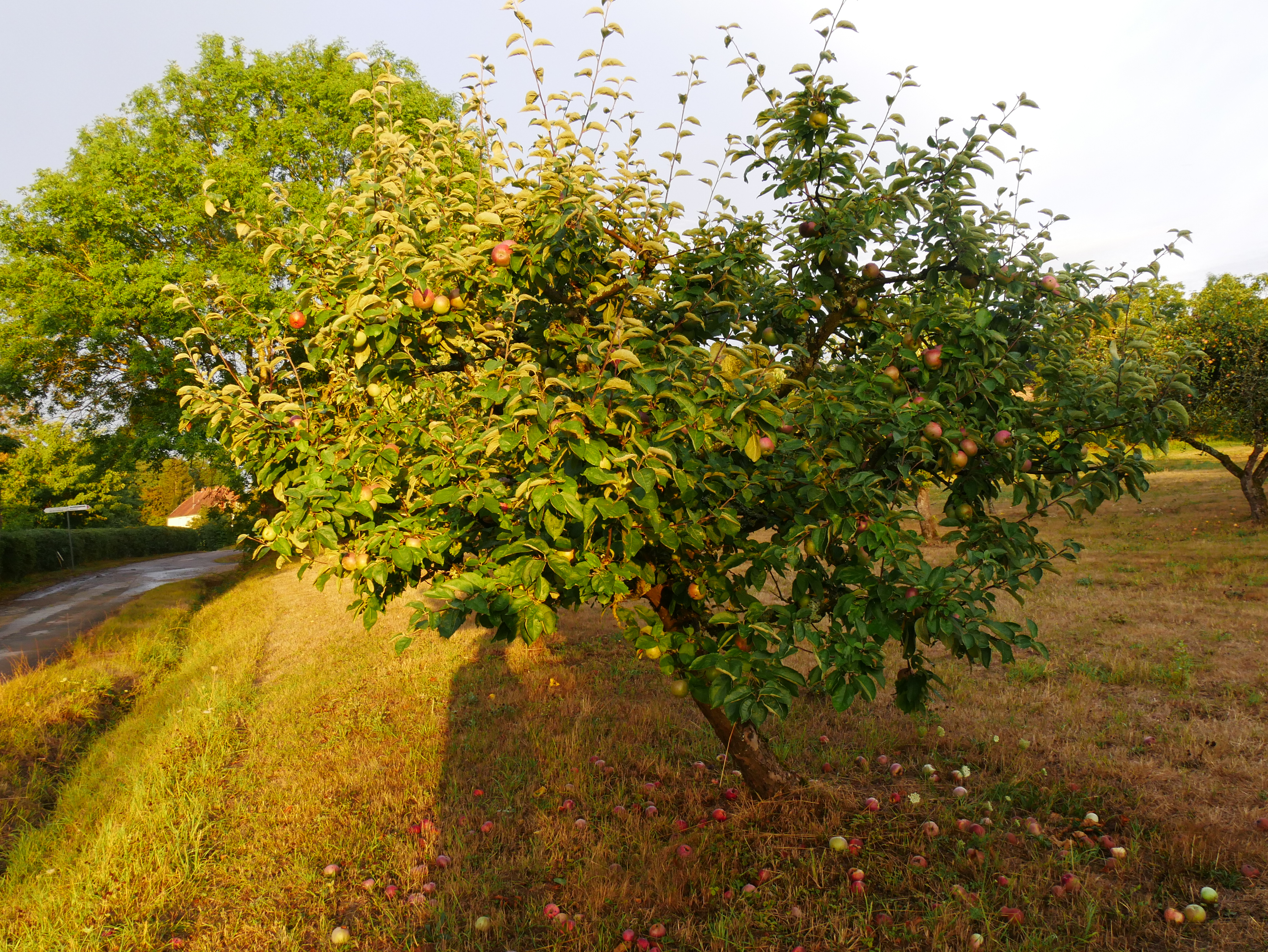
Ganzer Baum
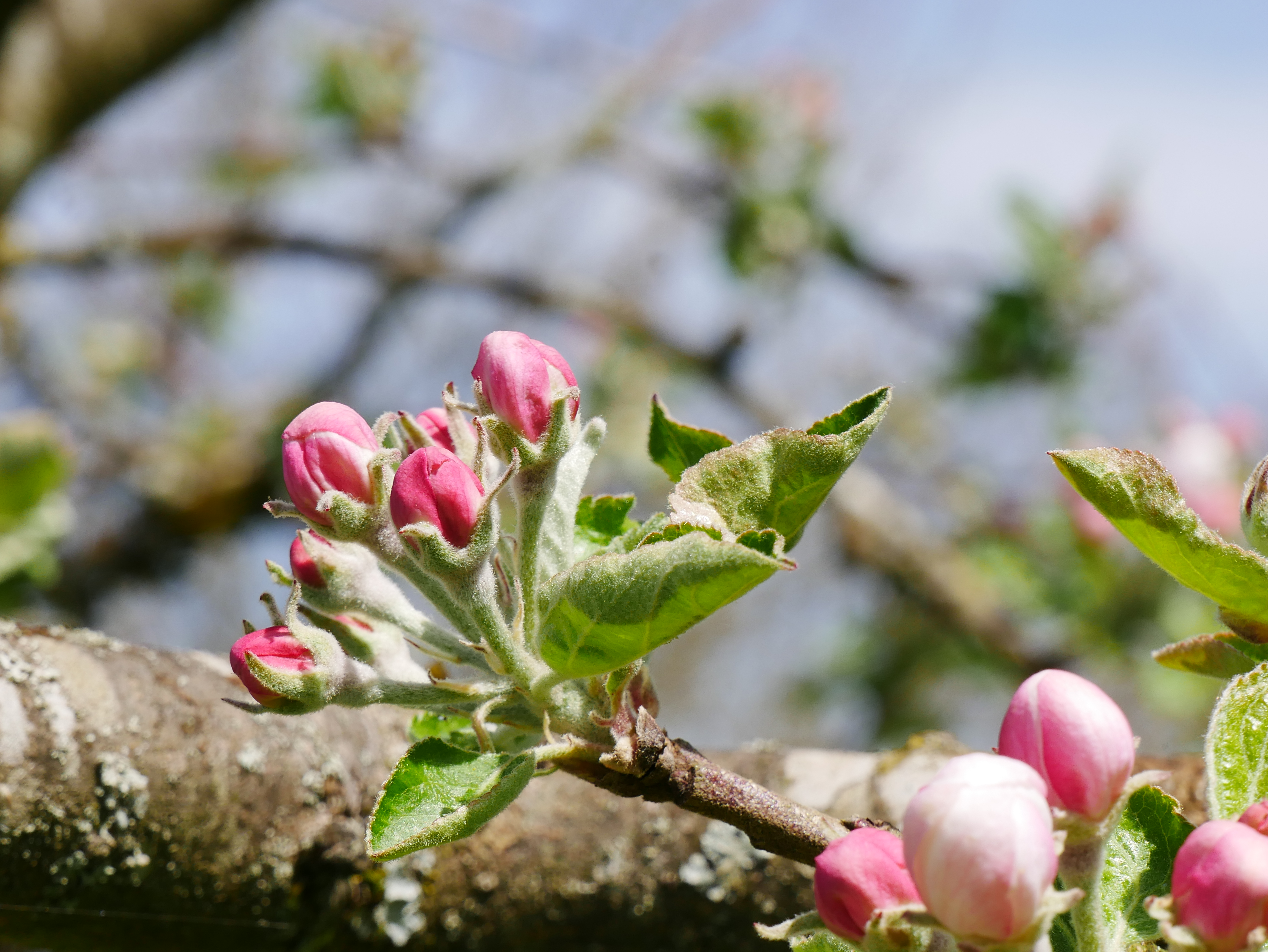
Knospe
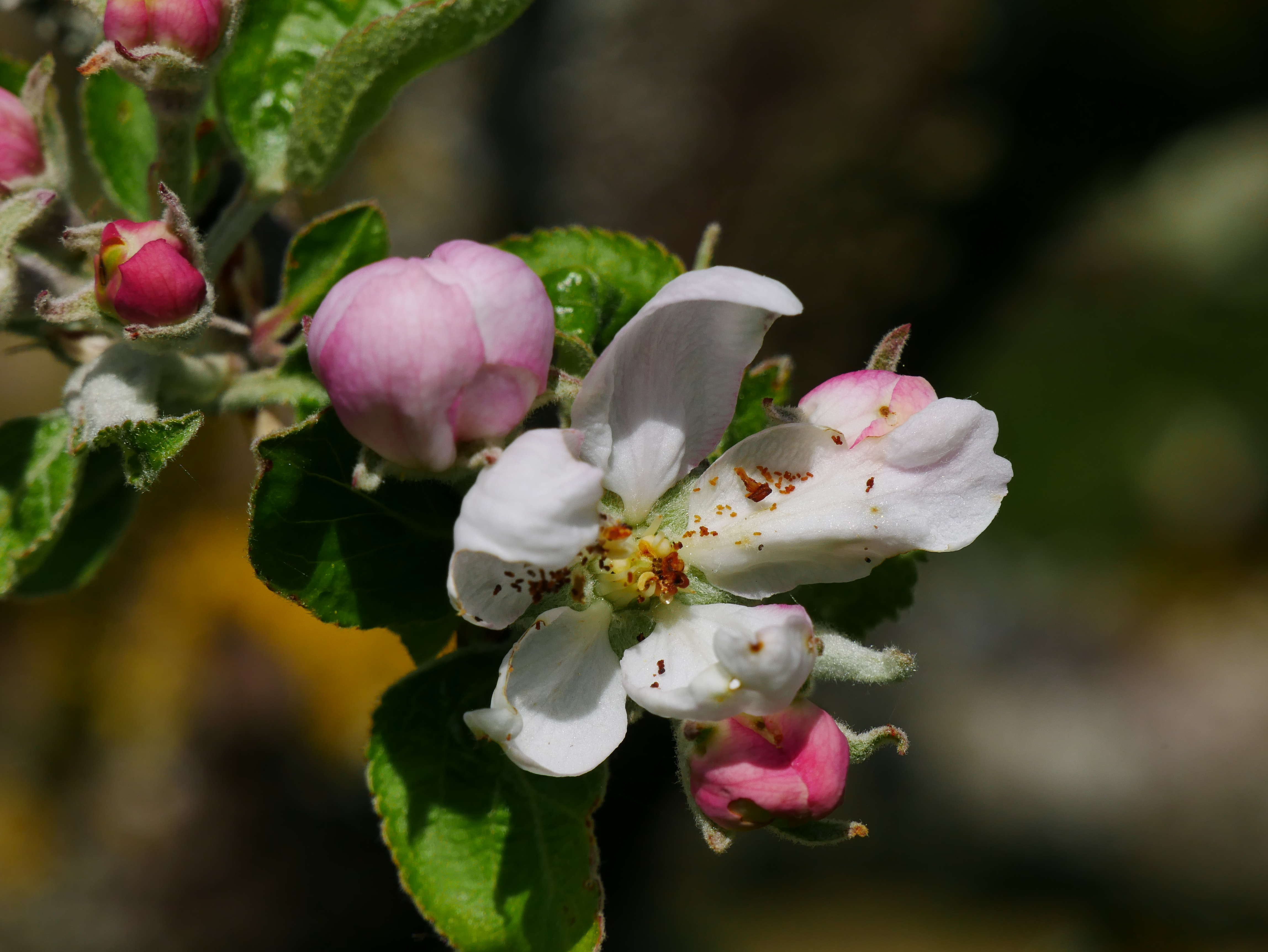
Blüte
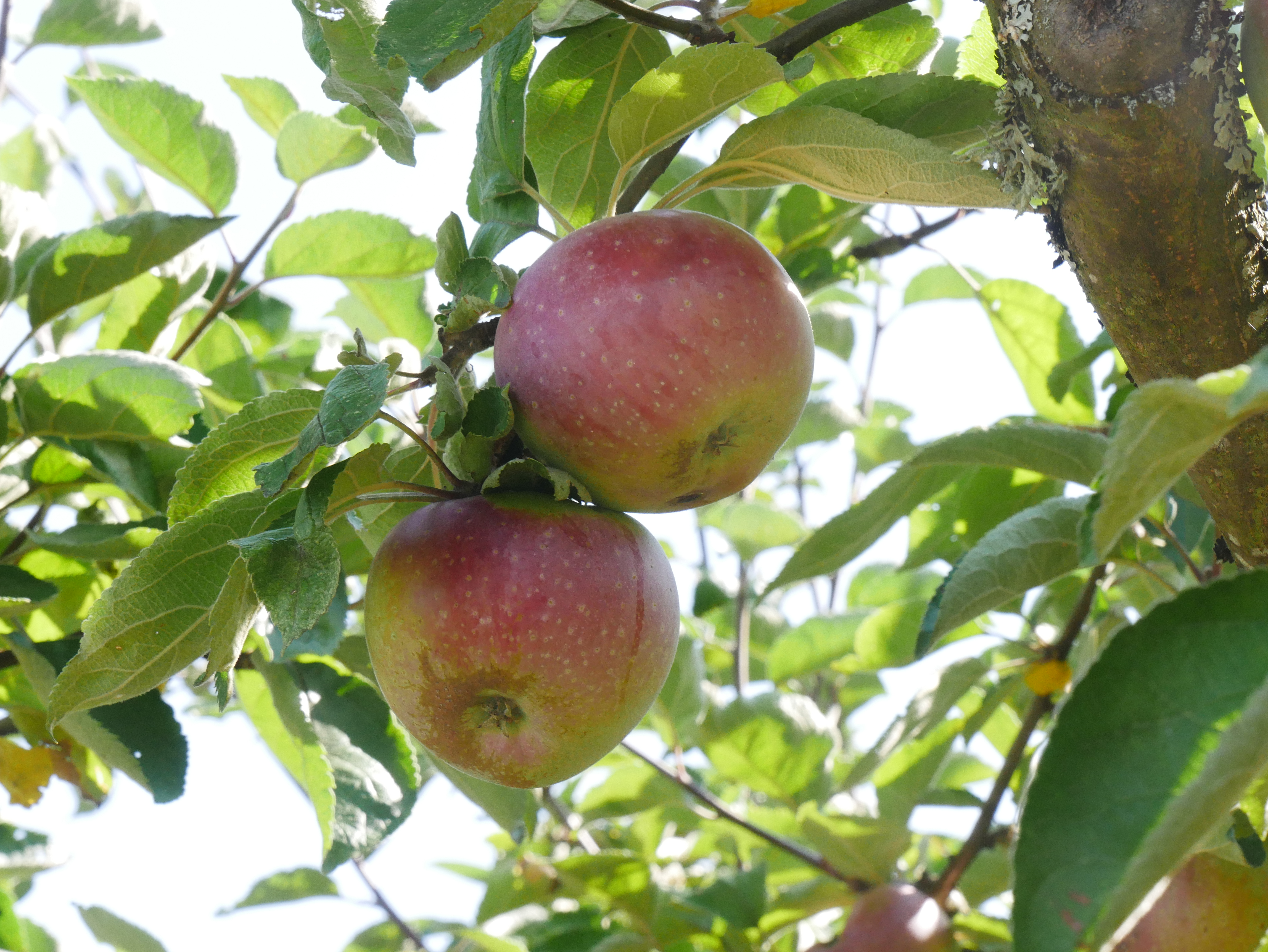
Früchte am Baum
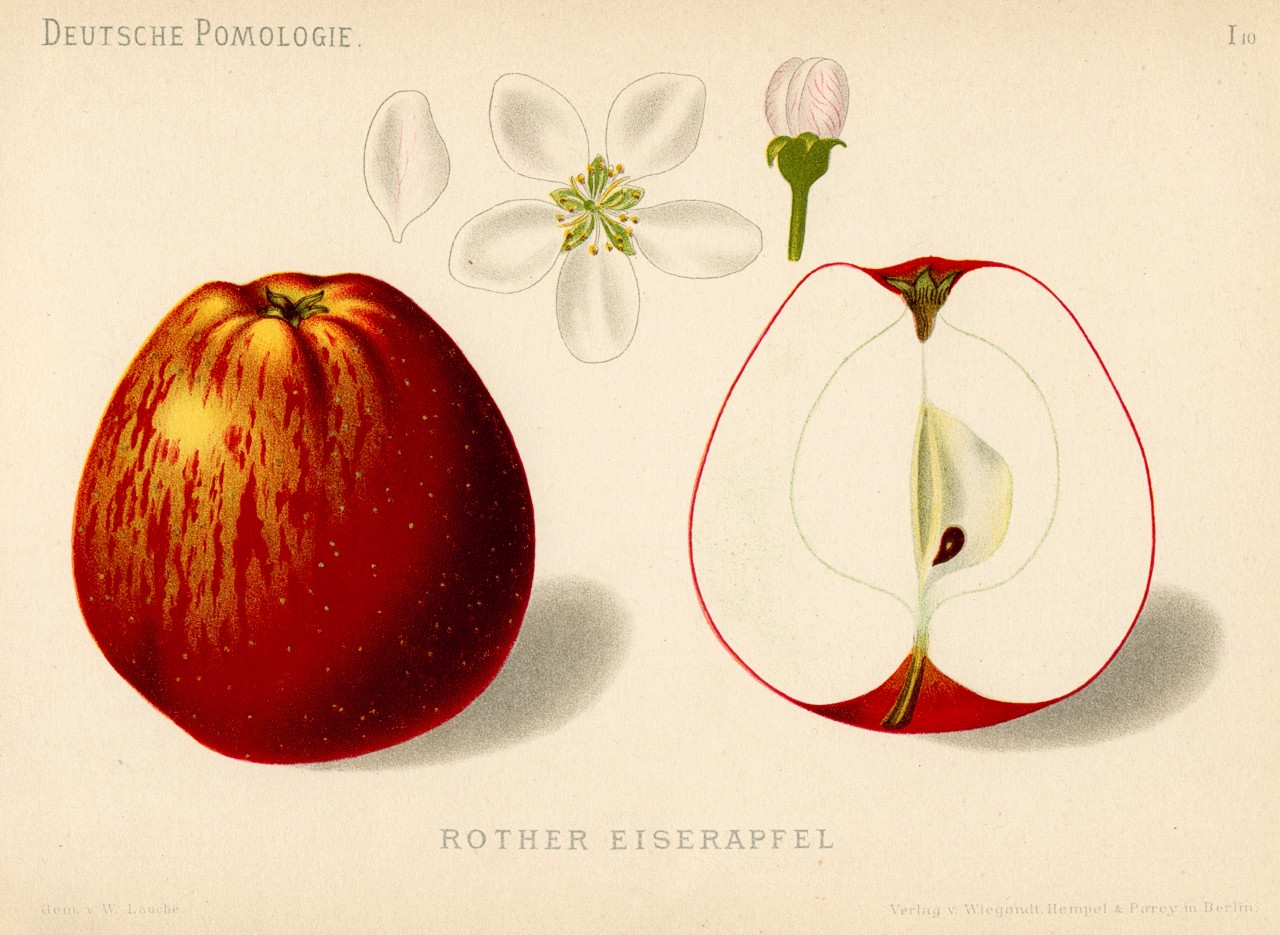
Rother Eiserapfel aus "Deutsche Pomologie" 1882
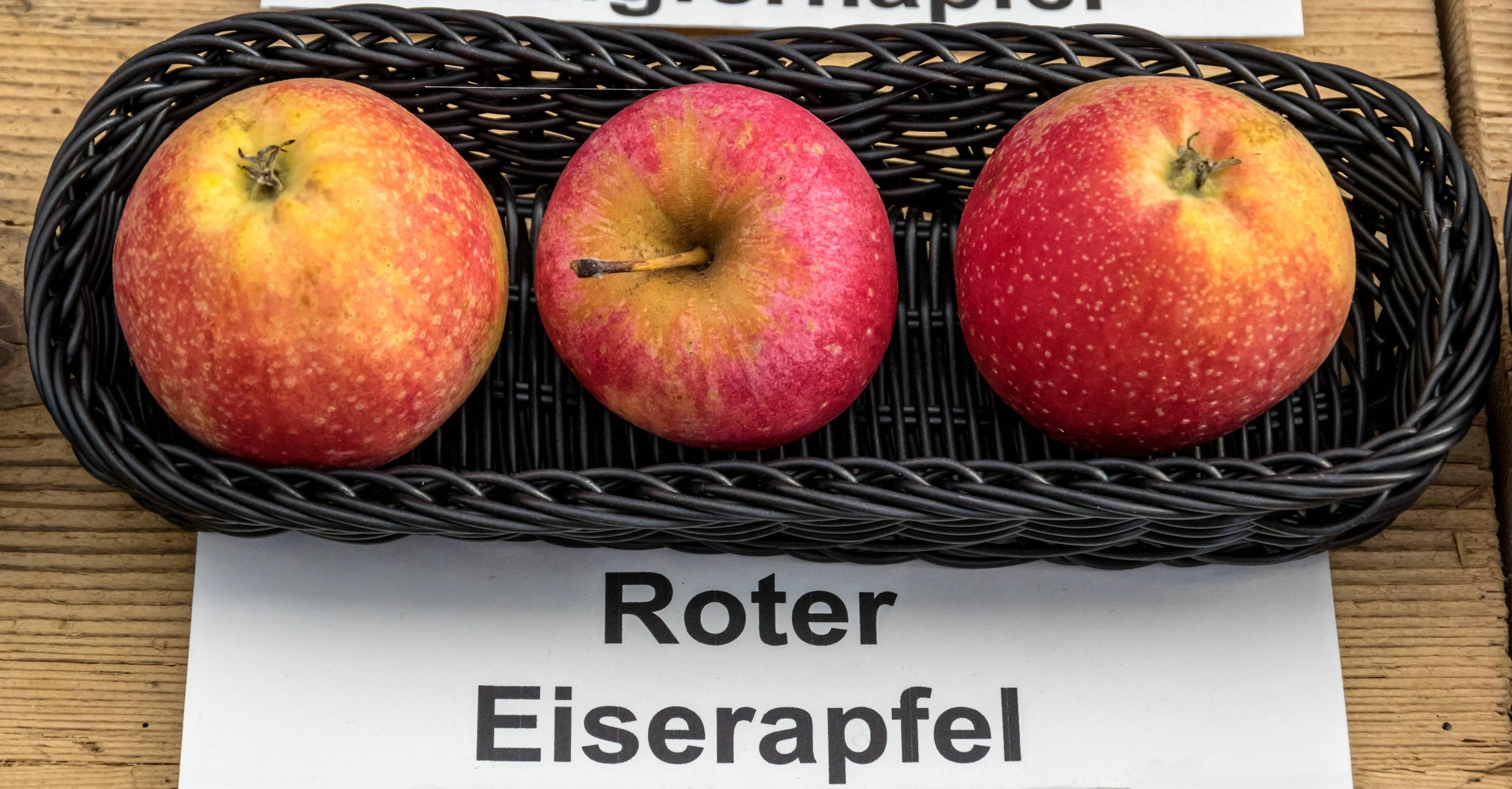
Ansicht der Frucht